# Roche Bobois
Roche Bobois is een Frans bedrijf dat meubels en woonaccessoires ontwerpt en verkoopt. 

## Geschiedenis
Nadat Philippe en François Roche elkaar in 1960 hadden leren kennen op de meubelbeurs van Kopenhagen, bundelden ze hun krachten met Jean-Claude en Patrick Chouchan om Scandinavische meubelen naar Parijs te importeren. Kort daarna werd het meubelassortiment uitgebreid met Scandinavische geschenkartikelen, zoals textiel, servies en wandkleden. Deze accessoires, bekend als 'complementaire objecten', werden verkocht in aangrenzende boetieks.
In 1961 werd de eerste gezamenlijke nationale reclamecampagne gelanceerd in het tijdschrift Elle. Sindsdien worden er elk jaar twee campagnes opgezet. Het creëren van de eerste gezamenlijke catalogus en de ontwikkeling van een gezamenlijk landelijk franchisenetwerk voor detailhandel, zonder eigendom van productiemiddelen was destijds een revolutionair bedrijfsmodel. In 1965 werd de eerste showroom buiten Frankrijk, in België, geopend.
In 1970 ontmoeten Philippe Roche en collega's ontwerper Hans Hopfer tijdens een reis naar Duitsland. Het ontwerp van laatstgenoemde voor een bank waarmee je 'op de grond kunt leven', aanvankelijk 'Lounge' geheten (en sinds 1990 onder de nieuwe naam 'Mah Jong') is het bestverkochte bankontwerp van Roche Bobois. In 1973 werd de eerste showroom in Canada geopend. Een jaar later, in 1974 werden de eerste Roche Bobois-showrooms in de Verenigde Staten en in Spanje geopend. 
In de jaren 1980 werd het aanbod van Roche Bobois uitgebreid met de ontwikkeling van de collectie Provinciales, gericht op nieuwe eigenaren van landhuizen. 
In het daaropvolgende decennium werd de Voyages-collectie ontwikkeld, gecreëerd als reactie op de vraag naar meubels in etnische stijl. In 1995 werd de eerste showroom in Italië geopend.
Begin 21e eeuw werd het internationale netwerk van showrooms flink uitgebreid. Daarnaast werden er partnerschappen gesloten met ontwerpers en architecten, die specifiek voor Roche Bobois stukken gingen ontwerpen. De eerste showroom in China werd in 2004 geopend en werd de 100ste showroom in het buitenland geopend. In 2009 werd een reeks thematische ontwerpwedstrijden gelanceerd, gericht op het ondersteunen van opkomend talent. De eerste wedstrijd, georganiseerd in China, resulteerde in het ontwerp en de productie van de gasgeïnjecteerde Ava, gecreëerd door een Chinese ontwerper en gefabriceerd door een Italiaanse fabrikant. Vervolgens vonden er wedstrijden plaats in Marokko en in het Verenigd Koninkrijk.

In december 2011 overleed Philippe Roche, medeoprichter van het merk Roche Bobois, op 77-jarige leeftijd. Sinds 2011 brengt Roche Bobois elke zes maanden een nieuwe collectie uit. Het merk heeft 250 showrooms in 45 landen, waarvan er 80 eigendom zijn van het bedrijf. 

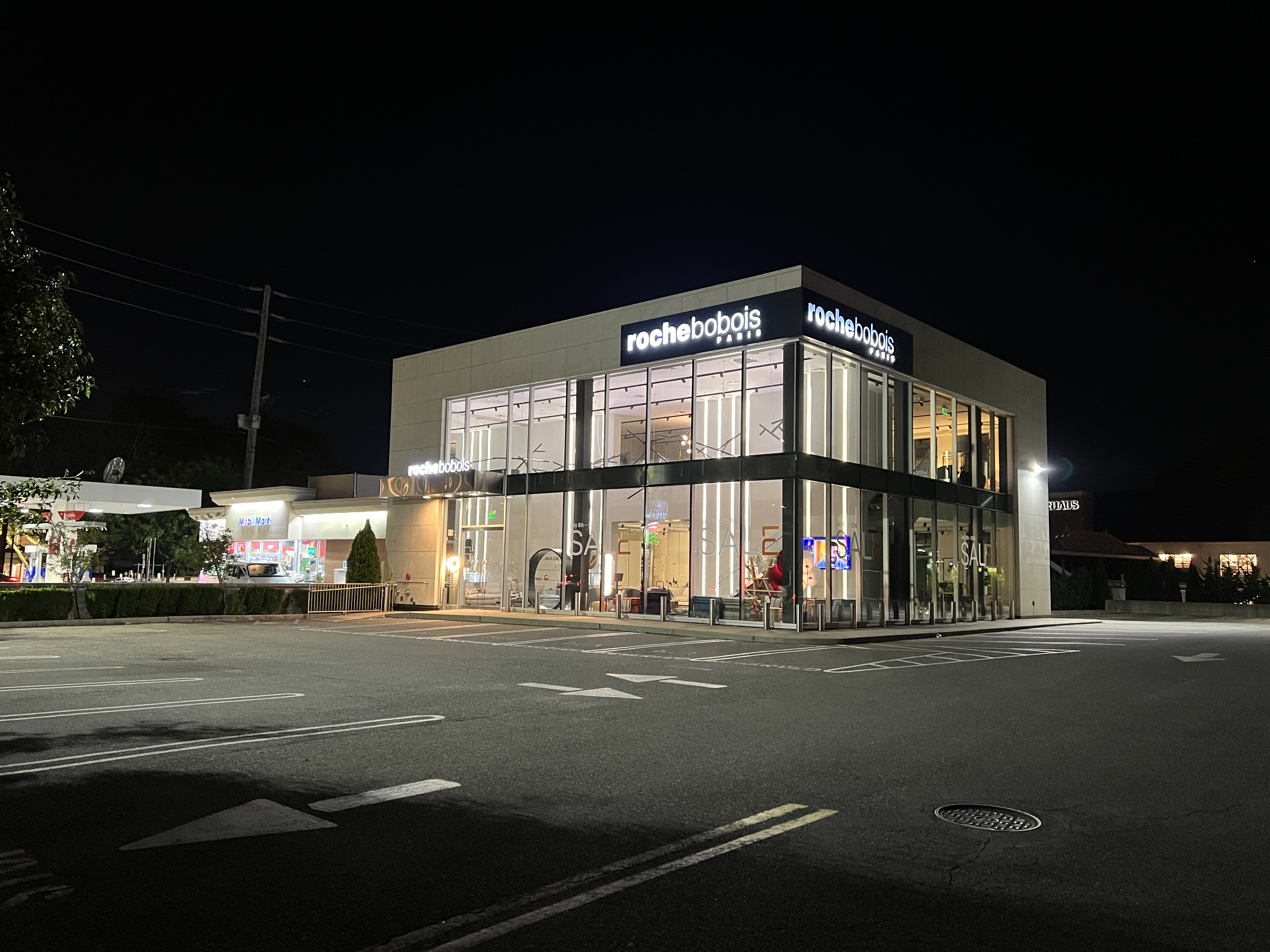
Een Roche Bobois-winkel in Flower Hill, New York.

2012 was het jaar van de internationale groei: voor het eerst in de geschiedenis realiseerde Roche Bobois meer dan 50% van de omzet in het buitenland, met name in Noord-Amerika. Sinds 1974 is het Noord-Amerikaanse netwerk in deze regio actief en is het uitgegroeid tot het op één na grootste netwerk. De winkel in New York Madison is qua omzet zelfs de belangrijkste ter wereld. In 2013 versterkte Roche Bobois haar internationale aanwezigheid verder met een gepland programma van 15 nieuwe showroomopeningen in meer dan 10 landen, waaronder Singapore, Colombia, Indonesië en Bulgarije. 
In 2015 bevestigde Roche Bobois haar aanwezigheid in de wereld van kunst en cultuur als beschermheer van het Pavillon France op de Wereldtentoonstelling in Milaan. In 2015 werd de eerste showroom in Zuid-Afrika geopend in Kaapstad (Gardens) en in 2018 werd een tweede showroom geopend in Sandton (een luxe wijk van Johannesburg). Het jaar daarop, in 2016, ontwikkelde Roche Bobois samen met architect Jean Nouvel een nieuwe collectie. Het merk maakte ook een sterke groei door met de opening van 10 nieuwe showrooms, waarvan 8 internationaal, onder meer in Guatemala en India. In 2017 werd de eerste showroom van het merk in Japan geopend in Tokio. Daarmee groeide het netwerk naar meer dan 250 showrooms in 55 landen. Datzelfde jaar vierde Roche Bobois het tienjarig jubileum van de boekenkast Legend, ontworpen door Christophe Delcourt. Het was de eerste volledig ecologisch ontworpen collectie van het Franse merk.

## Ontwerpers
Roche Bobois werkt samen met een aantal ontwerpers en architecten om zijn collecties te creëren.
In de jaren 1980 werkten Hans Hopfer en de Italiaanse architect Luigi Gorgoni samen met het merk.
In de jaren 2000 omvatten de samenwerkingen onder meer:
- De Métropolis-collectie gecreëerd door Iosa Ghini om de 40ste verjaardag van Roche Bobois te vieren
- De Ping Pong-collectie van Paola Navone
- De Comète bank van Vladimir Kagan
- De Rive Droite-collectie van Christophe Delcourt, die later de boekenkast Legend ontwierp
- De Speed Up-reeks van Sacha Lakic
- Cute Cut salontafels van Cédric Ragot
- De Furtif-collectie van Daniel Rode
- De Assemblage-collectie van Stéphan Lebrun
- De Ora Ito-meubelcollectie

Een aantal van deze collecties werd gepresenteerd op de Mobi Boom-tentoonstelling in het Musée des Arts Décoratifs in Parijs. Ook modeontwerpers hebben hun stempel op Roche Bobois gedrukt: Kenzo, Missoni, Ungaro, Jean Paul Gaultier, Sonia Rykiel en Christian Lacroix ontwierpen voor Roche Bobois.